# Брезовице (Сребреница)
Брезовице су насељено мјесто у општини Сребреница, Република Српска, БиХ. Према попису становништва из 1991. у насељу је живјело 526 становника.

## Становништво
| Демографија | Демографија | Демографија |
| Година      | Становника  | Становника  |
| ----------- | ----------- | ----------- |
| 1948.       | 282         |             |
| 1953.       | 325         |             |
| 1961.       | 380         |             |
| 1971.       | 452         |             |
| 1981.       | 523         |             |
| 1991.       | 533         |             |
| 2013.       | 59          |             |